# Beierstedt

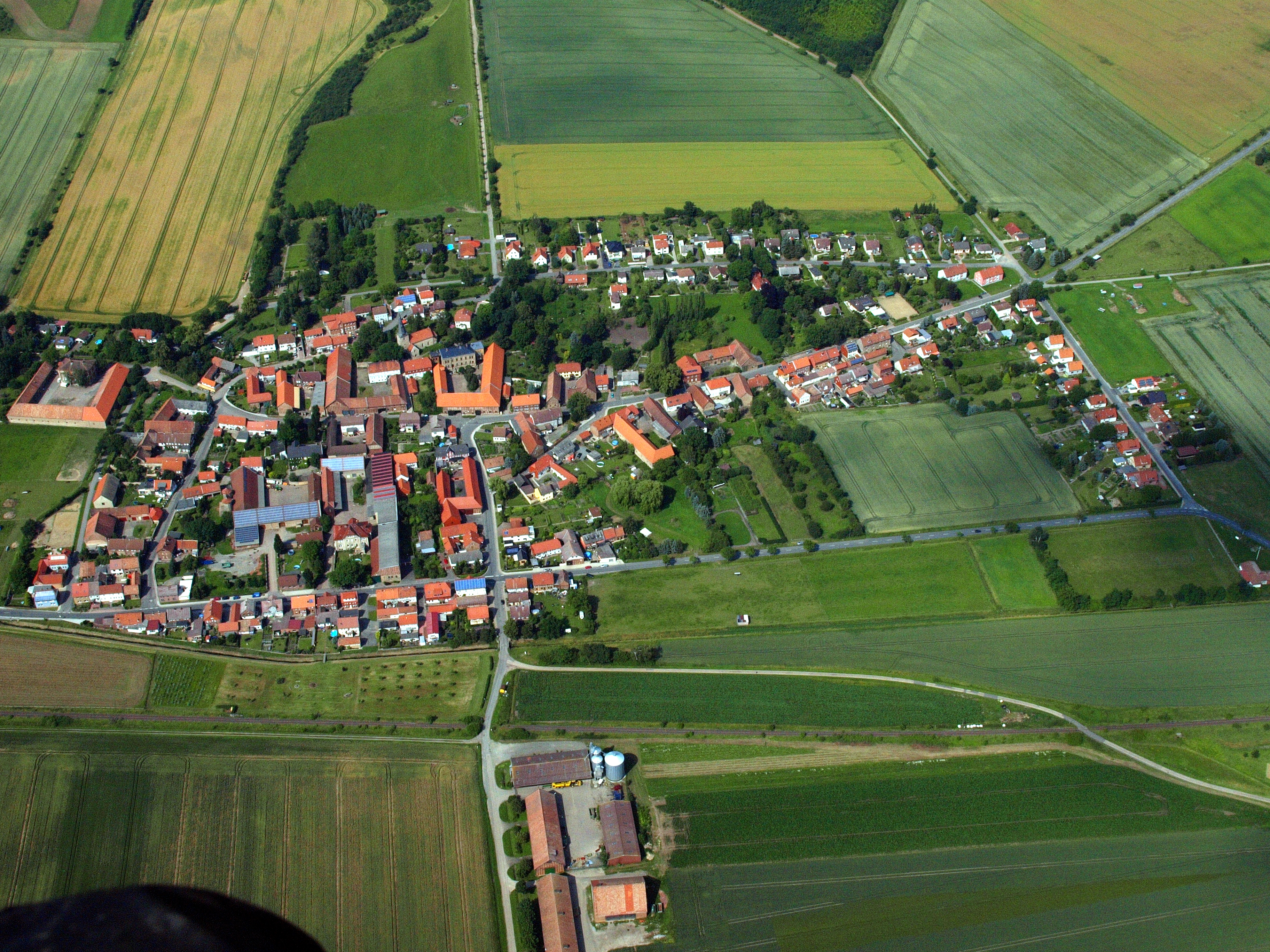
Beierstedt aus südwestlicher Richtung

Beierstedt ist eine Gemeinde im Landkreis Helmstedt in Niedersachsen. Beierstedt gehört zu den Ortschaften mit der Ortsnamenendung -stedt.

## Geografie

### Geografische Lage
Beierstedt ist das südlichste Dorf im Landkreis Helmstedt, noch weiter südlich liegt nur die Siedlung Jerxheim-Bahnhof. Rund zwei Kilometer südlich von Beierstedt verläuft die Landesgrenze nach Sachsen-Anhalt.
Beierstedt liegt am Südrand des Jerxheimer Hügellandes im Ostbraunschweigischen Hügelland und südlich des Naturparks Elm-Lappwald.
Die Gemeinde gehört der Samtgemeinde Heeseberg an, die ihren Verwaltungssitz in der Gemeinde Jerxheim hat.

### Nachbargemeinden
Nachbargemeinden sind Jerxheim, Huy, Osterwieck und Gevensleben.

## Geschichte
Auf eine frühe Besiedlung der Umgegend weist das Gräberfeld von Beierstedt hin, auf dem in der Zeit von 900 bis 600 v. Chr. Bestattungen erfolgten.

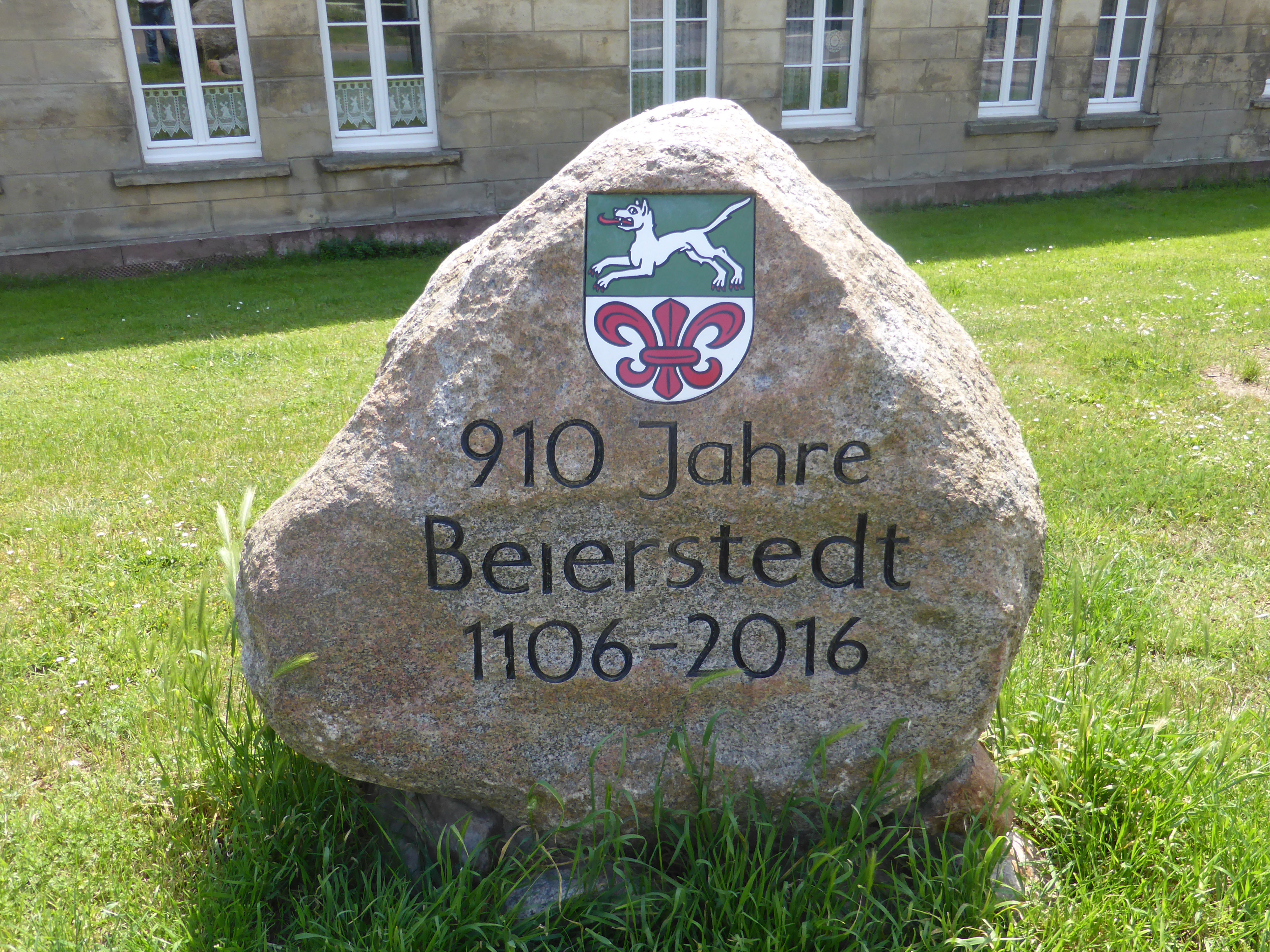
Gedenkstein

1106 erfolgte die erste bekannte Erwähnung von Beierstedt. 1146 wurde die Gemeinde erstmals als Begerstede urkundlich erwähnt. Beierstedt entstand als Haufendorf.
Im Fürstentum Braunschweig-Wolfenbüttel lag Beierstedt im Amt Jerxheim des Elmbezirkes. In der Franzosenzeit gehörte Beierstedt zum Kanton Jerxheim im Distrikt Braunschweig, welches zum Departement der Oker des Königreiches Westphalen gehörte. Am 1. Januar 1833 wurde der (Land)kreis Helmstedt gegründet, dem Beierstedt bis heute angehört.
1949 wurde in Beierstedt eine Volksbücherei eröffnet. Infolge der Flucht und Vertreibung Deutscher aus Mittel- und Osteuropa von 1945 bis 1950 hatte sich die Einwohnerzahl von Beierstedt von 623 (1939) auf 1108 (1950) vergrößert, davon waren 1950 397 Heimatvertriebene.

### Einwohnerentwicklung
| Jahr      | 1821 | 1849 | 1871 | 1905 | 1910 | 1925 | 1933 | 1939 | 1950 | 1956 | 2003 | 2005 | 2021 |
| --------- | ---- | ---- | ---- | ---- | ---- | ---- | ---- | ---- | ---- | ---- | ---- | ---- | ---- |
| Einwohner | 461  | 506  | 630  | 804  | 728  | 794  | 702  | 623  | 1108 | 905  | 483  | 476  | 367  |

## Religion
Beierstedt wurde durch die Reformation im 16. Jahrhundert protestantisch geprägt.
Beierstedt mit seiner Kirche gehört zur Kirchengemeinde St. Petrus am Heeseberg, die ihr Kirchenbüro in Jerxheim und ihren Pfarrsitz in Schöningen hat. Sie gehört zum Pfarrverband Helmstedt-Süd der Propstei Helmstedt in der Evangelisch-lutherischen Landeskirche in Braunschweig.
Katholische Einwohner gehören zur Pfarrei Maria Hilfe der Christen mit Sitz in Schöningen, die über eine Filialkirche im nähergelegenen Jerxheim verfügt.

## Politik

### Gemeinderat
Der Rat der Gemeinde Beierstedt setzt sich aus sieben Mitgliedern zusammen. Die Ratsmitglieder werden durch eine Kommunalwahl für jeweils fünf Jahre gewählt.
Bei der Kommunalwahl 2021 ergab sich folgende Sitzverteilung:
| Gemeinderat 2021Insgesamt 7 Sitze - SPD: 1 - WGB: 6 | Gemeinderatswahl 2021Wahlbeteiligung: 66,67 % 9080706050403020100 82,95 %17,05 % WGBaSPDAnmerkungen:a Wählergemeinschaft Beierstedt |

### Bürgermeister
Bürgermeisterin ist Katrin Weihe (WGB). Sie übernahm 2022 das Amt von Michael Fischer (WGB).

### Wappen
Das Wappen wurde am 19. August 1965 durch den braunschweigischen Verwaltungspräsidenten genehmigt.
Der silberne Wolf, der in der oberen, grünen Schildhälfte des Beierstedter Wappens dahinspringt, stammt ebenso wie die rote Lilie im unteren, silbernen Feld aus dem Wappen der ausgestorbenen Braunschweiger Bürgerfamilie von Beierstedt. Der Wolf in ihrem Wappen könnte allerdings – so genau ist das nicht zu erkennen – auch ein Hund gewesen sein. Jedenfalls wurde er im Gemeindewappen als Wolf definiert. Die Lilie stand im Bürgerwappen silbern in Rot; zur Unterscheidung von diesem und zur Verbesserung des farblichen Gleichgewichts wurden die Farben gewechselt.
Der Rat beschloss das Wappen am 16. September 1964. Das Wappen wurde vom Heraldiker Philipp Schmidt gestaltet.

## Kultur und Sehenswürdigkeiten

### Musik
Der Gemischte Chor Beierstedt e. V. geht auf das Jahr 1848 zurück und pflegt den Chorgesang. Er ist Mitglied im Niedersächsischen Chorverband. Der Musikverein Beierstedt e. V. wurde 1984 gegründet.

### Bauwerke

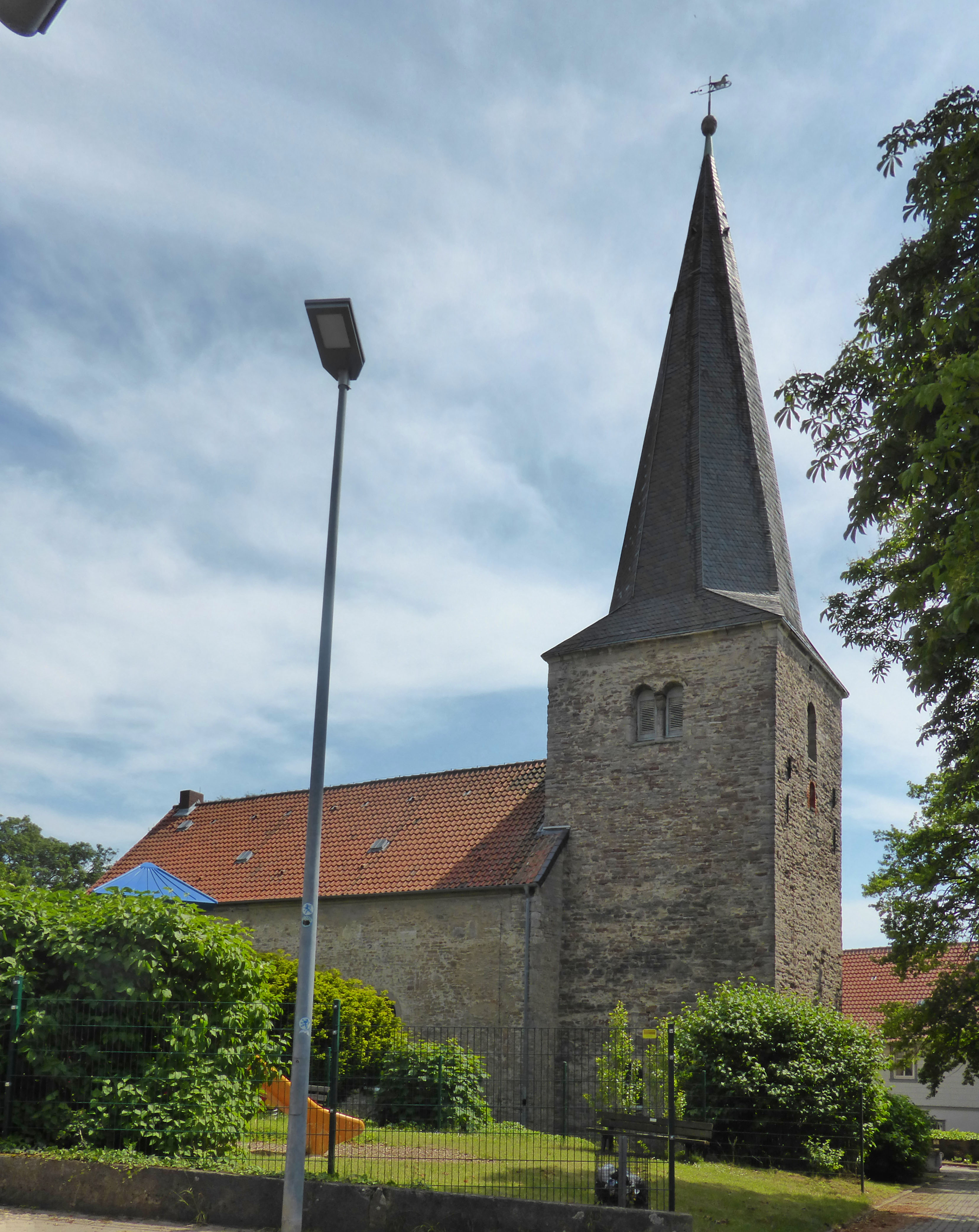
Kirche

Die evangelisch-lutherische Kirche ist die südlichste Kirche im Landkreis Helmstedt. Die geostete Kirche ist in ihren Grundzügen spätgotisch, wurde später aber mehrfach verändert. 1895 wurde die Sakristei angebaut. Die Wetterfahne auf dem Kirchturm trägt die Jahreszahl 1848.
Das Kriegerdenkmal erinnert an die Opfer der beiden Weltkriege aus Beierstedt. Ein weiterer Gedenkstein erinnert an das 910-jährige Ortsjubiläum, das im Jahre 2016 gefeiert wurde.
Neben der Kirche und der ehemaligen Schule sind einige Wohnhäuser und landwirtschaftliche Gebäude in Beierstedt im Denkmalatlas Niedersachsen als Baudenkmal aufgeführt.

### Grünflächen und Naherholung
Der nahegelegene Heeseberg mit seinem Naturschutzgebiet bietet einen Aussichtsturm und eine Berggaststätte. Für weitere Spaziergänge und Wanderungen bietet sich der rund zehn Kilometer entfernte Elm an.

### Sport
Beierstedt verfügt über einen Sportplatz und ein Sportheim. Der Sportverein MTV Beierstedt e. V., 1880 gegründet, wurde 2015 aufgelöst, das Sportheim wird jedoch weiterhin für gemeinschaftliche Veranstaltungen der Gemeinde genutzt.

## Wirtschaft und Infrastruktur

### Unternehmen

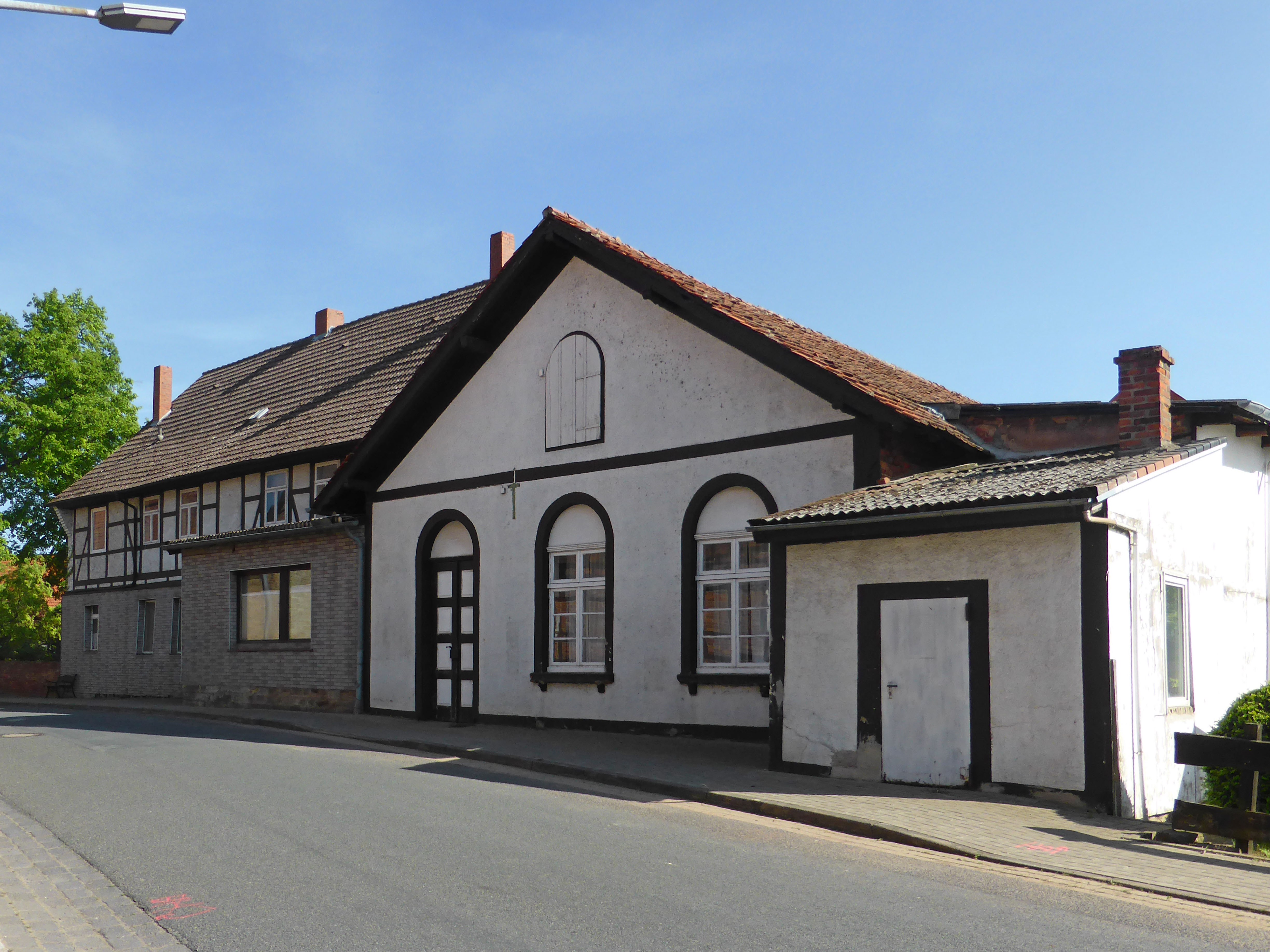
Ehemalige Gaststätte „Zum weißen Roß“

Beierstedt ist landwirtschaftlich geprägt. Größere Unternehmen sind in Beierstedt nicht ansässig.
Die Poststelle I, die dem Hauptpostamt Schöningen untergeordnet war, wurde geschlossen. Heute stehen in Beierstedt nur noch ein Postbriefkasten und ein Basistelefon zur Verfügung.
Die Bäckerei Bockmann, die auch ein Gemischtwarensortiment anbot, und die Fleischerei Hinze wurde geschlossen. Außer landwirtschaftlicher Direktvermarktung durch den Heesehof gibt es heute keine Einkaufsmöglichkeit für Waren des täglichen Bedarfs mehr in Beierstedt.
Die drei Gaststätten, darunter Zum weißen Roß und Zur guten Quelle, wurden geschlossen. Ein gastronomisches Angebot bietet heute nur die Pizzeria Jassi die auch einen Lieferdienst betreibt.
Auch eine Hundepension ist in Beierstedt ansässig.

### Öffentliche Einrichtungen

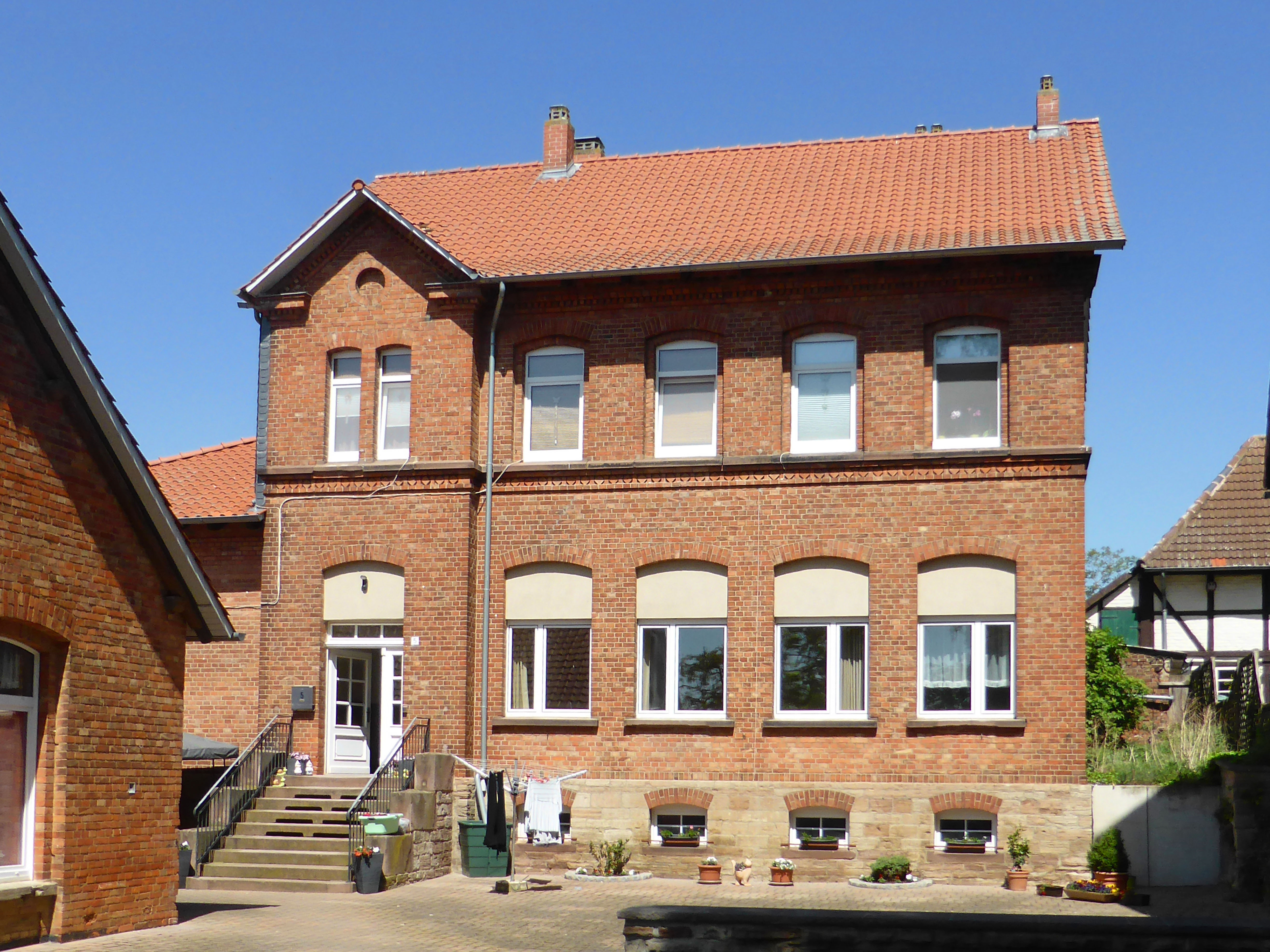
Ehemalige Schule

Das Feuerwehrhaus in Beierstedt wird nicht mehr genutzt. Die Freiwillige Feuerwehr Beierstedt wurde aufgelöst, Beierstedt gehört heute zur Freiwilligen Feuerwehr Mitte der Samtgemeinde Heeseberg, zu der neben Beierstedt auch die Ortschaften Jerxheim und Jerxheim-Bahnhof gehören.
Ein öffentlicher Bücherschrank, der in einem Spind eingerichtet wurde, steht an der Südstraße.
Die Schule wurde geschlossen, eine Kindertagesstätte ist in Beierstedt nicht vorhanden. Den Kindern steht ein neben der Kirche gelegener Spielplatz zur Verfügung.
Der Friedhof von Beierstedt befindet sich in Trägerschaft der Samtgemeinde Heeseberg, er verfügt über eine Friedhofskapelle.

### Verkehr

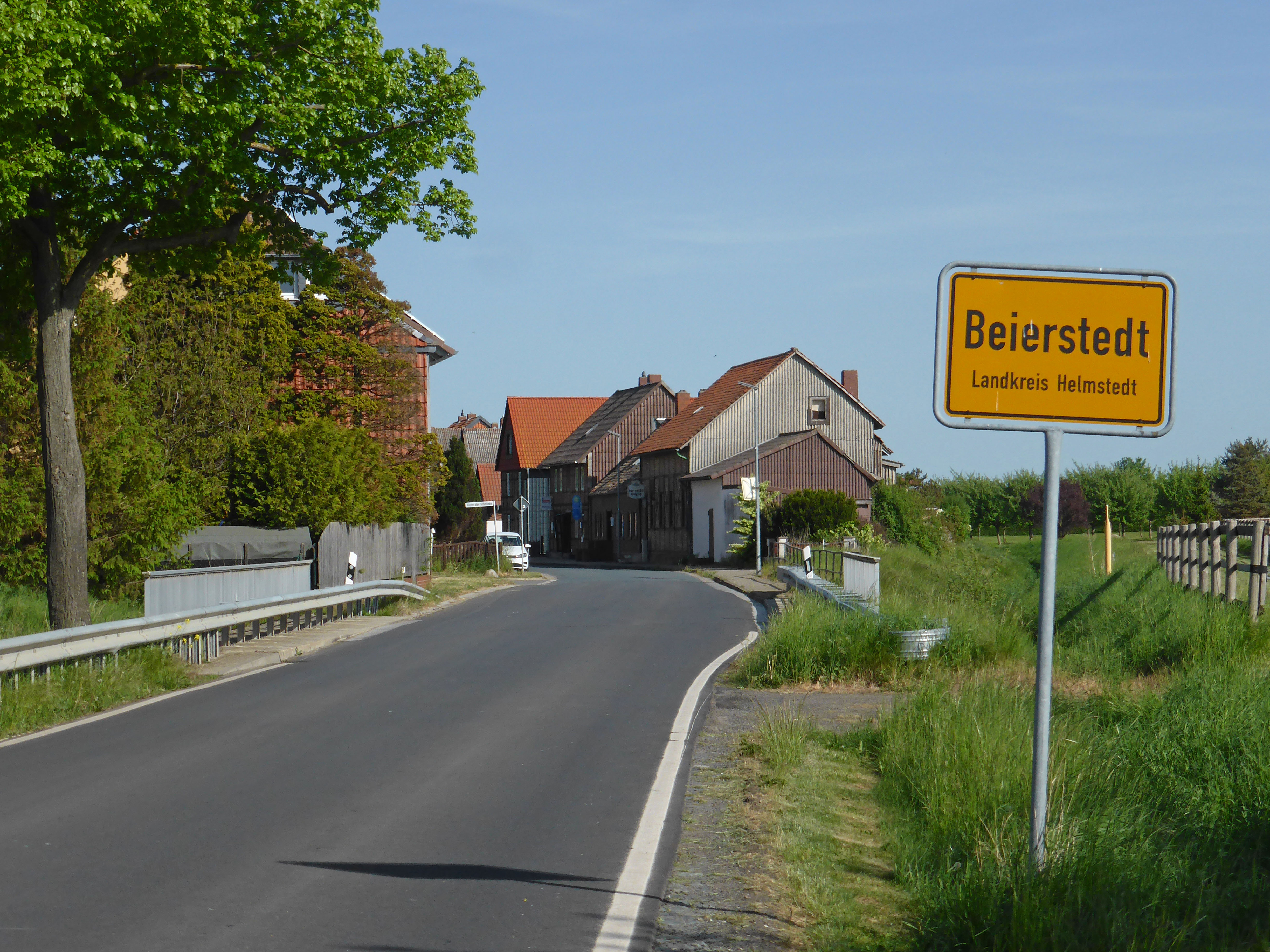
Landesstraße 623 mit westlichem Ortseingang von Beierstedt und ehemaligem Gasthaus „Zur guten Quelle“

Beierstedt liegt rund zwei Kilometer westlich der Bundesstraße 244, die dort von Schöningen über Jerxheim nach Wernigerode in Sachsen-Anhalt führt. Rund sieben Kilometer nördlich von Beierstedt verläuft die Bundesstraße 82, die dort von Schöppenstedt über Wobeck nach Schöningen führt.
Durch Beierstedt verläuft die Landesstraße 623, die im Nordwesten über Watenstedt, Barnstorf und Warle bis zur Bundesstraße 82 bei Küblingen führt. In südöstlicher Richtung führt die Landesstraße 623 von Beierstedt bis nach Jerxheim-Bahnhof, wo sie an der Bundesstraße 244 endet. In der Ortslage von Beierstedt trägt die Landesstraße 623 die Bezeichnung Hauptstraße.
Die Kreisstraße 28, in Beierstedt Schöninger Straße und Südstraße genannt, beginnt in Beierstedt an der Landesstraße 623 und verläuft in nordöstlicher Richtung bis nach Jerxheim, wo sie an der Bundesstraße 244 endet.
Eine Buslinie der Kraftverkehrsgesellschaft Braunschweig führt von Beierstedt über Jerxheim bis nach Söllingen, sowie über Watenstedt bis nach Schöppenstedt. Eine weitere Buslinie führt von Beierstedt über Jerxheim und Schöningen bis nach Helmstedt sowie über Watenstedt bis nach Gevensleben.
Südlich von Beierstedt führte die Bahnstrecke Wolfenbüttel–Oschersleben vorbei, ohne das Beierstedt über einen Haltepunkt verfügte. Beierstedt lag ungefähr mittig zwischen den Bahnhöfen Watenstedt und Jerxheim. Diese 1843 eröffnete Bahnstrecke war die erste Bahnstrecke im Landkreis Helmstedt. Über diese Strecke verlief bis 1871 der gesamte Verkehr von Berlin und Mitteldeutschland nach Hannover und ins Ruhrgebiet. Danach verlor die Strecke an überregionaler Bedeutung. 2007 wurde der Zugverkehr auf dieser Strecke eingestellt.

## Persönlichkeiten
- Katharina Sommermeyer (1678–1698), letzte in Braunschweig als Hexe hingerichtete Frau, stammte aus Beierstedt.
- August Vasel (1848–1910) war ein Weltenbummler, der tausende Gegenstände aus den Bereichen Kunst, Geschichte, Ethnologie und Archäologie zusammengetragen hat. Ausgestellt sind die Stücke im Herzog Anton Ulrich-Museum und im Städtischen Museum in Braunschweig.